# Op de Bies
Op de Bies is een buurtschap in het noorden van Schimmert (gemeente Beekdaelen) in de Nederlandse provincie Limburg. De naam staat voor een winderige plek (bies = wind). De boerderijen en huizen liggen in een lintbebouwing langs de weg naar Spaubeek.
Voorheen lag in deze buurtschap een groot klooster, het klein-seminarie van de paters Montfortanen. Later werd "Huize Op de Bies" een verzorgingshuis voor gehandicapten en een opvangcentrum voor asielzoekers. Er zijn nog enkele restanten te vinden die herinneren aan het oude klooster. Zo is er de begraafplaats van de paters Montfortanen, staat er op de hoek van de Hoofdstraat en de Langstraat een openbare waterpomp en staat er sinds 1933 in de Rozemarijnstraat een bakstenen Mariakapel in neogotische stijl. Deze kapel is gebouwd door de zusters van de Orde van de Monfortanen.
Over deze buurtschap werd 70 jaar gebakkeleid tussen de Republiek van de Verenigde Nederlanden en Oostenrijk in de 18e eeuw. In 1785 heeft keizer Jozef uiteindelijk afstand gedaan van zijn aanspraak op de buurtschap.

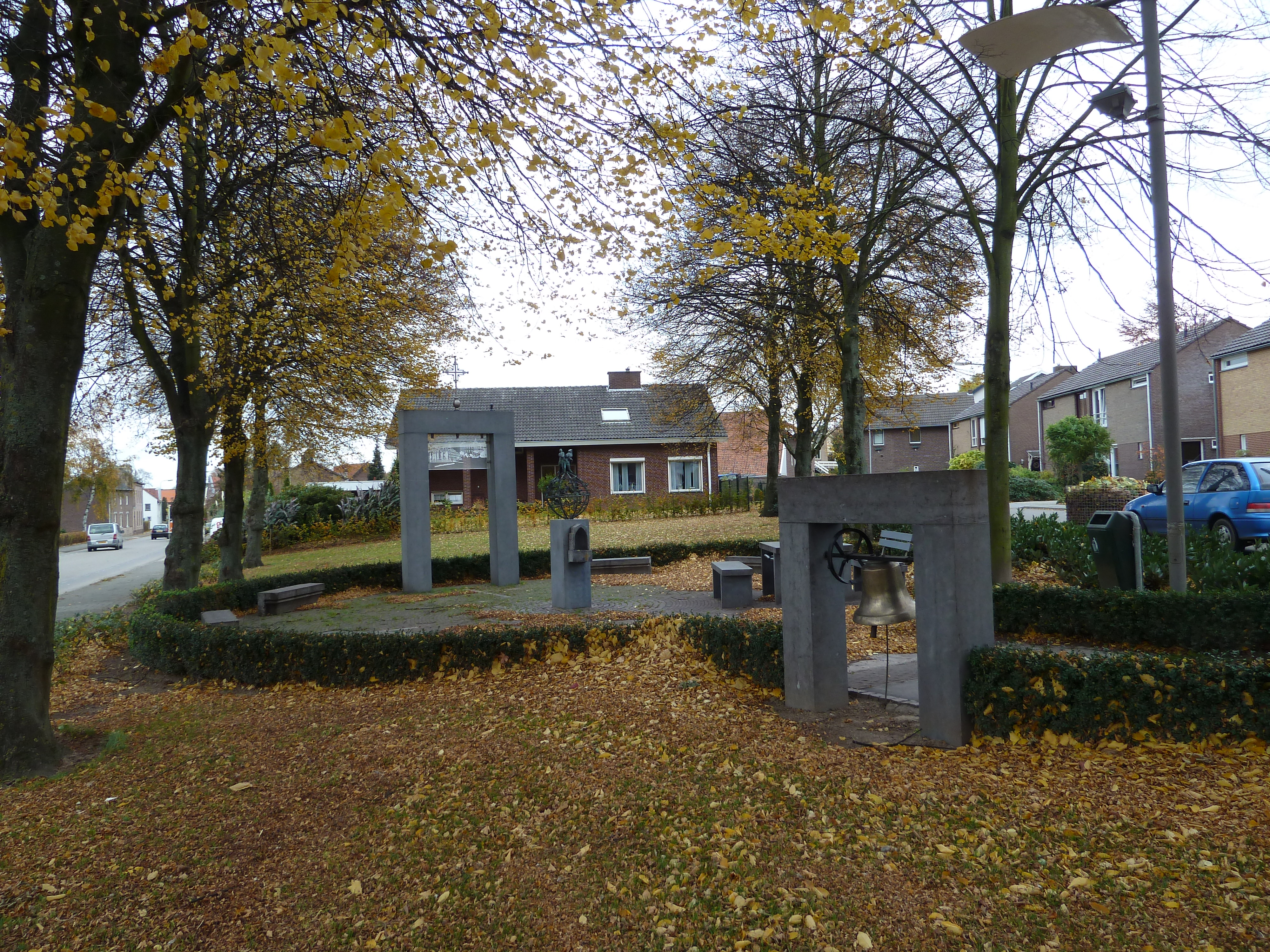
Op de kruising Op de Bies-Rozemarijnstraat
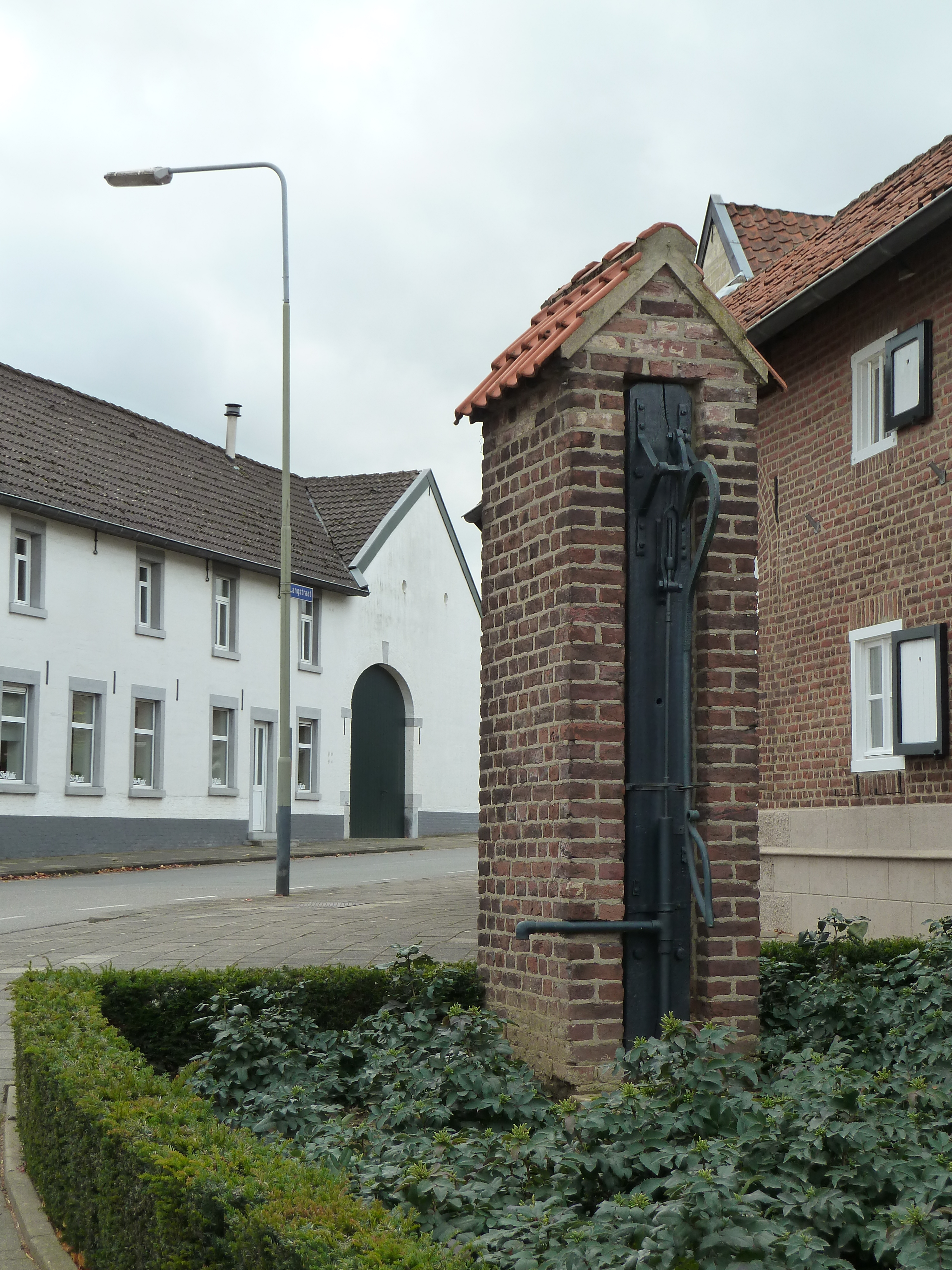
Waterpomp en...
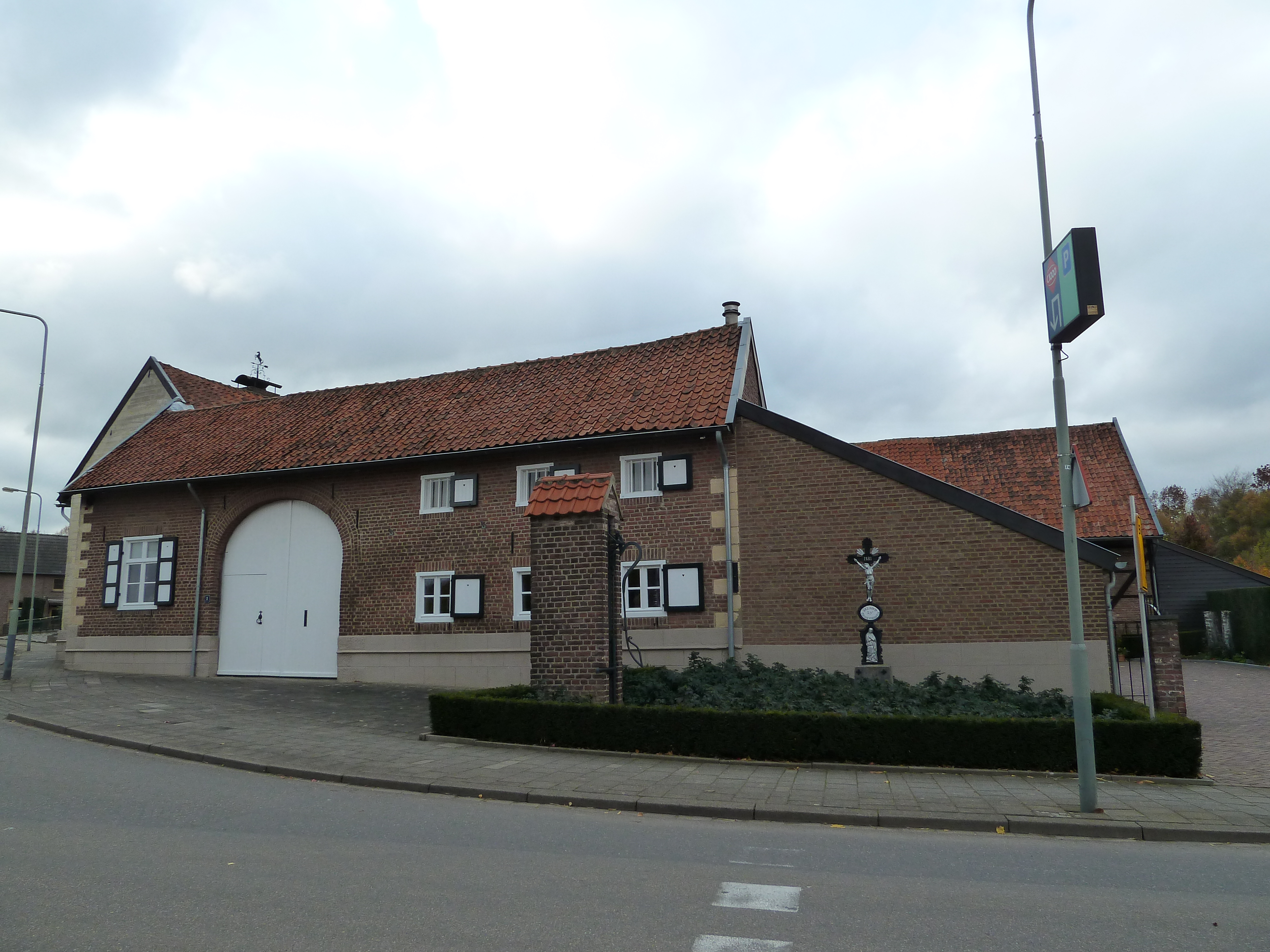
Waterpomp en wegkruis voor huis Op de Bies 1